# Fussball Club Südtirol 2016-2017
Questa voce raccoglie le informazioni riguardanti il Fussball Club Südtirol nelle competizioni ufficiali della stagione 2016-2017.

## Stagione
Nella stagione 2016-2017 il Sudtirol disputa il girone B del campionato di Lega Pro, raccoglie 47 punti con il dodicesimo posto finale. La squadra altoatesina allenata da William Viali ottiene 21 punti nel girone di andata e 26 nel girone di ritorno. A inizio marzo una crisetta con la pesante sconfitta interna (2-5) con la Sambenedettese e la sconfitta (1-0) di Pordenone, portano al cambio allenatore, al posto di Viali arriva Alberto Colombo con il quale i biancorossi portano a termine la stagione a centro classifica. Il Sudtirol partecipa alla Coppa Italia Tim Cup ma viene subito eliminata nel primo turno (4-3) ad Ancona. Disputa due turni anche della Coppa Italia di Lega Pro dove nel primo turno eliminatorio supera (1-2) il Pordenone dopo i tempi supplementari, mentre nei sedicesimi cede (0-4) al Venezia, che poi andrà a vincere il trofeo, oltre ad aver vinto il campionato. Miglior marcatore stagionale degli altoatesini Ettore Gliozzi che ha firmato 15 reti in campionato ed una rete in Coppa Italia.

## Divise e sponsor
Sponsor tecnico è Garman (giunto all'ultimo anno di contratto con il club altoatesino), mentre gli sponsor ufficiali di maglia sono Duka, il cui marchio appare al centro delle divise, Südtirol sulla manica sinistra e Alperia sulla parte sinistra del petto.
Le maglie home (bianca con "scacchi trinciati" rossi) e away (rossa con motivi spiroidali bianche) restano immutate come dal 2013, mentre la terza divisa assume un colore marrone scuro con inserto bianco-rosso nel colletto a polo e una grafica ton sur ton a rombi nella parte bassa del ventre, la quale riprende il disegno del nuovo stemma sociale.
| Casa | Trasferta | Trasferta |

## Rosa
| N. |                    | Ruolo | Calciatore             |
| -- | ------------------ | ----- | ---------------------- |
| 1  | Italia (bandiera)  | P     | Alessio Piz            |
| 2  | Italia (bandiera)  | D     | Davide Martinelli      |
| 3  | Italia (bandiera)  | C     | Lorenzo Vasco          |
| 3  | Italia (bandiera)  | D     | Davide Riccardi        |
| 4  | Nigeria (bandiera) | C     | Kenneth Obodo          |
| 5  | Italia (bandiera)  | D     | Marco Baldan           |
| 6  | Italia (bandiera)  | D     | Alessandro Bassoli     |
| 7  | Italia (bandiera)  | A     | Michael Cia            |
| 8  | Italia (bandiera)  | C     | Alessandro Furlan      |
| 9  | Italia (bandiera)  | A     | Ettore Gliozzi         |
| 10 | Italia (bandiera)  | C     | Hannes Fink (capitano) |
| 11 | Italia (bandiera)  | A     | Giacomo Tulli          |
| 12 | Italia (bandiera)  | P     | Stefano Fortunato      |
| 13 | Italia (bandiera)  | A     | Patrick Ciurria        |

| N. |                    | Ruolo | Calciatore            |
| -- | ------------------ | ----- | --------------------- |
| 14 | Italia (bandiera)  | A     | Alberto Spagnoli      |
| 15 | Italia (bandiera)  | D     | Francesco Di Nunzio   |
| 16 | Italia (bandiera)  | D     | Daniele Sarzi Puttini |
| 17 | Italia (bandiera)  | D     | Matteo Lomolino       |
| 18 | Italia (bandiera)  | A     | Daniele Torregrossa   |
| 19 | Italia (bandiera)  | A     | Claudio Sparacello    |
| 19 | Italia (bandiera)  | A     | Arturo Lupoli         |
| 20 | Italia (bandiera)  | D     | Gabriel Brugger       |
| 21 | Italia (bandiera)  | C     | Fabian Tait           |
| 22 | Italia (bandiera)  | P     | Richard Marcone       |
| 23 | Brasile (bandiera) | C     | Douglas Packer        |
| 24 | Francia (bandiera) | A     | Julien Rantier        |
| 29 | Italia (bandiera)  | C     | Jérémie Broh          |
| 33 | Italia (bandiera)  | P     | Daniel Montaperto     |

## Calciomercato

### Sessione estiva(dal 01/07 al 31/08)
| Acquisti | Acquisti               | Acquisti    | Acquisti      |
| R.       | Nome                   | da          | Modalità      |
| -------- | ---------------------- | ----------- | ------------- |
| P        | Stefano Fortunato      |             | svincolato    |
| P        | Richard Marcone        | Trapani     | prestito      |
| D        | Francesco Di Nunzio    | Cosenza     | svincolato    |
| D        | Matteo Vito Lomolino   | Inter       | svincolato    |
| D        | Davide Martinelli      | Prato       | svincolato    |
| C        | Davide Cremonini       | Grosseto    | fine prestito |
| C        | Kenneth Obodo          | Juve Stabia | definitivo    |
| C        | Douglas Ricardo Packer | Guarani     | svincolato    |
| C        | Gabriel Tessaro        | Dro         | fine prestito |
| C        | Lorenzo Vasco          | Roma        | prestito      |
| A        | Patrick Ciurria        | Spezia      | prestito      |
| A        | Daniel Proch           | Dro         | fine prestito |
| A        | Claudio Sparacello     | Trapani     | prestito      |
| A        | Daniele Torregrossa    | Novara      | prestito      |

| Cessioni | Cessioni              | Cessioni         | Cessioni      |
| R.       | Nome                  | a                | Modalità      |
| -------- | --------------------- | ---------------- | ------------- |
| P        | Achille Coser         | AlbinoLeffe      | definitivo    |
| P        | Mirco Miori           | Atalanta         | fine prestito |
| D        | Andrea Bandini        | Inter            | fine prestito |
| D        | Nicolás Crovetto      | Coquimbo Unido   | svincolato    |
| D        | Fabio Gavazzi         | Novara           | fine prestito |
| D        | Sebastian Mladen      |                  | svincolato    |
| D        | Massimiliano Tagliani | Lumezzane        | definitivo    |
| C        | Luca Bertoni          | Partizani Tirana | prestito      |
| C        | Davide Cremonini      | Virtus Bolzano   | prestito      |
| C        | Michael Girasole      | Pro Piacenza     | svincolato    |
| C        | Pablo Lima Gualco     |                  | svincolato    |
| C        | Lorenzo Melchiori     | AltoVicentino    | prestito      |
| C        | Gabriel Tessaro       | Virtus Bolzano   | prestito      |
| A        | Radoslav Kirilov      | Chievo           | fine prestito |

### Sessione invernale(dal 03/01 al 31/01)
| Acquisti | Acquisti          | Acquisti       | Acquisti   |
| R.       | Nome              | da             | Modalità   |
| -------- | ----------------- | -------------- | ---------- |
| P        | Daniel Montaperto | Cagliari       | prestito   |
| D        | Davide Riccardi   | Verona         | prestito   |
| C        | Jérémie Broh      | Sassuolo       | prestito   |
| A        | Arturo Lupoli     | Pisa           | svincolato |
| A        | Julien Rantier    | Bassano Virtus | definitivo |

| Cessioni | Cessioni           | Cessioni  | Cessioni      |
| R.       | Nome               | a         | Modalità      |
| -------- | ------------------ | --------- | ------------- |
| D        | Davide Martinelli  | Scandicci | definitivo    |
| C        | Lorenzo Vasco      | Roma      | fine prestito |
| A        | Patrick Ciurria    | Spezia    | fine prestito |
| A        | Claudio Sparacello | Trapani   | fine prestito |

### Operazioni successive alla sessione invernale
| Acquisti | Acquisti | Acquisti | Acquisti |
| R.       | Nome     | da       | Modalità |
| -------- | -------- | -------- | -------- |

| Cessioni | Cessioni               | Cessioni      | Cessioni   |
| R.       | Nome                   | a             | Modalità   |
| -------- | ---------------------- | ------------- | ---------- |
| C        | Douglas Ricardo Packer | Barito Putera | svincolato |

## Risultati

### Lega Pro

#### Girone di andata
| Arbitro: | Gariglio (Pinerolo) |

|                          |           |  |
| Gliozzi 48’ G. Tulli 71’ | Marcatori |  |

| Arbitro: | Andreini (Forlì) |

|                |           |  |
| Candellone 75’ | Marcatori |  |

| Arbitro: | Ayroldi (Molfetta) |

|             |           |                            |
| Gliozzi 59’ | Marcatori | 74’ Ranellucci 81’ Gerardi |

| Arbitro: | Prontera (Bologna) |

|               |           |             |
| Grandolfo 86’ | Marcatori | 68’ Gliozzi |

| Arbitro: | Provesi (Treviglio) |

|                |           |                |
| Sparacello 51’ | Marcatori | 35’ Bardelloni |

| Arbitro: | Zingarelli (Siena) |

|                       |           |  |
| J. Manconi 78’ (rig.) | Marcatori |  |

| Arbitro: | Annaloro (Collegno) |

|             |           |               |
| Gliozzi 68’ | Marcatori | 42’ Bulevardi |

| Arbitro: | Tursi (San Giovanni Valdarno) |

|                  |           |  |
| Cossentino 90+1’ | Marcatori |  |

| Arbitro: | Amoroso (Paola) |

|                                 |           |                  |
| Di Massimo 70’ (rig.) Lulli 84’ | Marcatori | 42’ Fink 79’ Cia |

| Arbitro: | Pagliardini (Arezzo) |

|                                     |           |               |
| G. Tulli 32’ Obodo 57’ Spagnoli 88’ | Marcatori | 10’ Semenzato |

| Arbitro: | Guarnieri (Empoli) |

|                          |           |  |
| Gonzi 14’ Cortellini 19’ | Marcatori |  |

| Arbitro: | Meleleo (Casarano) |

|             |           |            |
| Gliozzi 63’ | Marcatori | 47’ Bariti |

| Arbitro: | Mantelli (Brescia) |

|                     |           |  |
| Moreo 28’ Geijo 38’ | Marcatori |  |

| Arbitro: | Boggi (Salerno) |

|             |           |  |
| Gliozzi 66’ | Marcatori |  |

| Bolzano 26 novembre 2016, ore 14:30 CET 15ª giornata | Südtirol           | 0 – 0 referto | Lumezzane | Stadio Druso (400 spett.)\| Arbitro: \| D'Ascanio (Ancona) \| |
| Arbitro:                                             | D'Ascanio (Ancona) |               |           |                                                               |

| Arbitro: | Raciti (Acireale) |

|              |           |                      |
| Petrilli 31’ | Marcatori | 25’ Gliozzi 44’ Fink |

| Arbitro: | Maggioni (Lecco) |

|  |           |                |
|  | Marcatori | 61’ Nocciolini |

| Arbitro: | Paolini (Ascoli Piceno) |

|                          |           |  |
| Emerson 32’ Altinier 62’ | Marcatori |  |

| Arbitro: | Carella (Bari) |

|                |           |  |
| Sparacello 88’ | Marcatori |  |

#### Girone di ritorno
| Fano 26 dicembre 2016, ore 14:30 CET 20ª giornata | Fano           | 0 – 0 referto | Südtirol | Stadio Raffaele Mancini (1 126 spett.)\| Arbitro: \| Bertani (Pisa) \| |
| Arbitro:                                          | Bertani (Pisa) |               |          |                                                                        |

| Arbitro: | Candeo (Este) |

|                          |           |                              |
| Spagnoli 12’ Gliozzi 16’ | Marcatori | 81’ Candellone 90+1’ Rinaldi |

| Arbitro: | Pashuku (Albano Laziale) |

|                |           |  |
| Gambaretti 29’ | Marcatori |  |

| Arbitro: | Schirru (Nichelino) |

|            |           |               |
| Furlan 61’ | Marcatori | 90+2’ Minesso |

| Arbitro: | Gentile (Seregno) |

|             |           |                               |
| Tentoni 28’ | Marcatori | 2’ G. Tulli 12’ Fink 84’ Tait |

| Arbitro: | Panarese (Lecce) |

|             |           |              |
| Gliozzi 74’ | Marcatori | 60’ Cesarini |

| Teramo 19 febbraio 2017, ore 14:30 CET 26ª giornata | Teramo                        | 0 – 0 referto | Südtirol | Stadio Gaetano Bonolis (1 274 spett.)\| Arbitro: \| Tursi (San Giovanni Valdarno) \| |
| Arbitro:                                            | Tursi (San Giovanni Valdarno) |               |          |                                                                                      |

| Arbitro: | Mei (Pesaro) |

|             |           |  |
| Gliozzi 62’ | Marcatori |  |

| Arbitro: | Andreini (Forlì) |

|                      |           |                                                            |
| G. Tulli 2’ Tait 51’ | Marcatori | 14’ (rig.), 17’, 50’, 90+3’ (rig.) L. Mancuso 87’ Bernardo |

| Arbitro: | Curti (Milano) |

|             |           |  |
| Padovan 19’ | Marcatori |  |

| Arbitro: | N. Marini (Trieste) |

|  |           |                     |
|  | Marcatori | 90+4’ (rig.) Loviso |

| Arbitro: | Capraro (Cassino) |

|  |           |              |
|  | Marcatori | 10’ G. Tulli |

| Arbitro: | Viotti (Tivoli) |

|  |           |                          |
|  | Marcatori | 31’ Marsura 43’ Garofalo |

| Arbitro: | Guarnieri (Empoli) |

|                   |           |                    |
| Cesaretti 3’, 28’ | Marcatori | 11’ (rig.) Gliozzi |

| Arbitro: | De Santis (Lecce) |

|  |           |             |
|  | Marcatori | 48’ Gliozzi |

| Arbitro: | Nicoletti (Catanzaro) |

|            |           |  |
| Furlan 73’ | Marcatori |  |

| Arbitro: | Annaloro (Collegno) |

|  |           |               |
|  | Marcatori | 90+2’ Gliozzi |

| Arbitro: | Capone (Palermo) |

|                    |           |  |
| Gliozzi 32’ (rig.) | Marcatori |  |

| Arbitro: | Raciti (Acireale) |

|                                          |           |            |
| Regoli 19’ Di Santantonio 25’ Caridi 51’ | Marcatori | 5’ Gliozzi |

### Coppa Italia
| Arbitro: | Paterna (Teramo) |

|                                           |           |                                    |
| Cognigni 21’ (rig.), 58’, 83’ Forgács 65’ | Marcatori | 45+1’ Bassoli 48’ Gliozzi 68’ Fink |

### Coppa Italia Lega Pro

#### Fase a eliminazione diretta
| Arbitro: | Zanonato (Vicenza) |

|          |           |                            |
| Azzi 11’ | Marcatori | 68’ Spagnoli 116’ G. Tulli |

| Arbitro: | Meraviglia (Pistoia) |

|  |           |                                                       |
|  | Marcatori | 9’ Malomo 25’ (aut.) Brugger 71’ Moreo 85’ N. Ferrari |

## Statistiche

### Statistiche di squadra
| Competizione          | Punti                | In casa | In casa | In casa | In casa | In casa | In casa | In trasferta | In trasferta | In trasferta | In trasferta | In trasferta | In trasferta | Totale | Totale | Totale | Totale | Totale | Totale | DR |
| Competizione          | Punti                | G       | V       | N       | P       | Gf      | Gs      | G            | V            | N            | P            | Gf           | Gs           | G      | V      | N      | P      | Gf     | Gs     | DR |
| --------------------- | -------------------- | ------- | ------- | ------- | ------- | ------- | ------- | ------------ | ------------ | ------------ | ------------ | ------------ | ------------ | ------ | ------ | ------ | ------ | ------ | ------ | -- |
| Lega Pro              | 47                   | 19      | 7       | 7       | 5       | 20      | 19      | 19           | 5            | 4            | 10           | 13           | 21           | 38     | 12     | 11     | 15     | 33     | 40     | -7 |
| Coppa Italia          | primo turno          | 0       | 0       | 0       | 0       | 0       | 0       | 1            | 0            | 0            | 1            | 3            | 4            | 1      | 0      | 0      | 1      | 3      | 4      | -1 |
| Coppa Italia Lega Pro | sedicesimi di finale | -       | -       | -       | -       | -       | -       | 1            | 1            | -            | -            | 2            | 1            | 1      | 1      | -      | -      | 2      | 1      | +1 |
| Totale37              | 47                   | 19      | 7       | 7       | 5       | 20      | 19      | 21           | 5            | 4            | 11           | 18           | 26           | 40     | 13     | 11     | 16     | 38     | 45     | -7 |

### Andamento in campionato
| Giornata  | 1 | 2 | 3  | 4  | 5  | 6  | 7  | 8  | 9  | 10 | 11 | 12 | 13 | 14 | 15 | 16 | 17 | 18 | 19 | 20 | 21 | 22 | 23 | 24 | 25 | 26 | 27 | 28 | 29 | 30 | 31 | 32 | 33 | 34 | 35 | 36 | 37 | 38 |
| --------- | - | - | -- | -- | -- | -- | -- | -- | -- | -- | -- | -- | -- | -- | -- | -- | -- | -- | -- | -- | -- | -- | -- | -- | -- | -- | -- | -- | -- | -- | -- | -- | -- | -- | -- | -- | -- | -- |
| Luogo     | C | T | C  | T  | C  | T  | C  | T  | T  | C  | T  | C  | T  | C  | C  | T  | C  | T  | C  | T  | C  | T  | C  | T  | C  | T  | C  | C  | T  | C  | T  | C  | T  | T  | C  | T  | C  | T  |
| Risultato | V | P | P  | N  | N  | P  | N  | P  | N  | V  | P  | N  | P  | V  | N  | V  | P  | P  | V  | N  | N  | P  | N  | V  | N  | N  | V  | P  | P  | P  | V  | P  | P  | V  | V  | V  | V  | P  |
| Posizione | 3 | 8 | 11 | 14 | 13 | 13 | 15 | 17 | 16 | 12 | 16 | 13 | 15 | 12 | 12 | 12 | 12 | 15 | 13 | 13 | 13 | 13 | 14 | 12 | 13 | 13 | 12 | 13 | 13 | 13 | 13 | 13 | 13 | 13 | 13 | 13 | 12 | 12 |

Legenda:

Luogo: C = Casa; T = Trasferta. Risultato: V = Vittoria; N = Pareggio; P = Sconfitta.